# مي مرهج
مي مرهج (14 يونيو 1987 -)، ممثلة سورية. 

## حياتها ونشأتها
ولدت وترعرعت خلال الطفولة في مدينة حمص، وتعلمت رقص الباليه والجمباز الإيقاعي، وانتسبت للمعهد العالي للفنون المسرحية وتخرجت منه .

## أعمالها[10]

### سينما[11]
- مطر أيلول
- حراس الصمت
- توتر عالي

### مسلسلات[12][13][14]
- (2010): لعنة الطين بدور "سعاد"
- (2010): وادي السايج
- (2011): رجال العز
- (2011): سوق الورق
- (2011): أحلى غنوة
- (2012): زمن البرغوت (مسلسل) بدور "زكية"
- (2013): نساء من هذا الزمن
- (2013): زمن البرغوت 2 بدور "زكية"
- (2014): القربان
- (2014): بواب الريح
- (2014): خان الدراويش
- (2014): باب المراد
- (2015): امرأة من رماد
- (2015): حارة الأصيل
- (2016): الخان
- (2016): بيت الموالدي
- (2017): قناديل العشاق
- (2017): غبار الجوري

## وصلات خارجية
- مي مرهج على موقع قاعدة بيانات الأفلام العربية